# Lista de primeiros-ministros de São Vicente e Granadinas
O primeiro-ministro é o chefe de governo de São Vicente e Granadinas. Durante o domínio britânico, a partir de 1956 surge a figura do chefe de governo (inglês: chief minister) sendo o primeiro Ebenezer Joshua.
Em 1969, o território ganhou autonomia, e o título do chefe de governo passou a ser "primeiro-ministro". De 1969 até a independência, foram:
- Milton Cato - 27 de outubro de 1969 - abril de 1972
- James Fitz-Allen Mitchell - abril de 1972 - 8 de dezembro de 1974
- Milton Cato - 8 de dezembro de 1974 - 27 de outubro de 1979

## Primeiros-ministros (1979-presente)
Exatos dez anos após ganhar autonomia, São Vicente e Granadinas torna-se independente do Reino Unido. Desta data até o presente, seus primeiros-ministros foram:
| Nº | Nome                      | Retrato | Início do mandato     | Fim do mandato        |
| -- | ------------------------- | ------- | --------------------- | --------------------- |
| 1  | Milton Cato               |         | 27 de outubro de 1979 | 30 de julho de 1984   |
| 2  | James Fitz-Allen Mitchell |         | 30 de julho de 1984   | 27 de outubro de 2000 |
| 3  | Arnhim Eustace            |         | 27 de outubro de 2000 | 29 de março de 2001   |
| 4  | Ralph Gonsalves           |         | 29 de março de 2001   | presente              |